# Premierzy Osetii Południowej

## Lista chronologiczna
| Osoba | Osoba                                    | Kadencja                                       | Kadencja             | Partia polityczna |
| #     | Imię i nazwisko                          | Od                                             | Do                   | Partia polityczna |
| ----- | ---------------------------------------- | ---------------------------------------------- | -------------------- | ----------------- |
| 1     | Oleg Tezijew (1948–)                     | 28 listopada 1991                              | wrzesień 1993        | bezpartyjny       |
| 2     | Gierasim Chugajew (1945–2024)            | październik 1993                               | maja 1994            | bezpartyjny       |
| 3     | Fieliks Gassijew (1945–2021)             | maj 1994                                       | 1995                 | bezpartyjny       |
| 4     | Władisław Gabarajew (1959–)              | 1995                                           | 25 września 1996     | bezpartyjny       |
| —     | Walery Hubułow (1966–1998) (tymczasowo)  | 25 września 1996                               | 2 December 1996      | bezpartyjny       |
| 5     | Aleksandr Szawłochow (1939–)             | 2 grudnia 1996                                 | sierpień 1998        | bezpartyjny       |
| 6     | Merab Czigojew (1951–2016)               | sierpień 1998                                  | 6 czerwca 2001       | bezpartyjny       |
| 7     | Dmitrij Sanakojew (1969–)                | 14 czerwca 2001                                | 19 grudnia 2001      | bezpartyjny       |
| 8     | Gierasim Chugajew (1945–2024)            | 19 grudnia 2001                                | 13 sierpnia 2003     | Jedność           |
| -     | Eduard Kokojty (1946–) (tymczasowo)      | 14 sierpnia 2003                               | 17 września 2003     | Jedność           |
| 9     | Igor Sanakojew (1946–)                   | 17 września 2003                               | maj 2005             | Jedność           |
| —     | Zurab Kokojew (1961–) (tymczasowo)       | maj 2005                                       | 5 lipca 2005         | Jedność           |
| 10    | Jurij Morozow (1949–)                    | 5 lipca 2005                                   | 17 sierpnia 2008     | Jedność           |
| —     | Boris Czoczijew (1957–2021) (tymczasowo) | 17 sierpnia 2008                               | 22 października 2008 | Jedność           |
| 11    | Asłanbiek Bułacew (1964-)                | 22 października 2008                           | 3 sierpnia 2009      | Jedność           |
| 12    | Wadim Browcew (1969–2024)                | 5 sierpnia 2009                                | 26 kwietnia 2012     | Jedność           |
| 13    | Rostisław Chugajew (1951–)               | 26 kwietnia 2012                               | 20 stycznia 2014     | bezpartyjny       |
| 14    | Domienti Kułumbiegow (1956–)             | 20 stycznia 2014                               | 16 marca 2017        | bezpartyjny       |
| 14    | Erik Puchajew (1957–)                    | 16 maja 2017                                   | 29 sierpnia 2020     | bezpartyjny       |
| 15    | Gennadij Bekojew (1981–)                 | 29 sierpnia 2020 (do 12 marca 2021 tymczasowo) | 20 czerwca 2022      | bezpartyjny       |
| 16    | Konstantin Dżusojew (1967–)              | 20 czerwca 2022                                | nadal                | bezpartyjny       |

## Rząd progruziński
| Osoba | Osoba            | Kadencja       | Kadencja      |
| #     | Imię i nazwisko  | Od             | Do            |
| ----- | ---------------- | -------------- | ------------- |
| 1     | Uruzmag Karkusow | 1 grudnia 2006 | wrzesień 2007 |